# أق بلاغ (مشكين شهر)
أق‌ بلاغ هي قرية في مقاطعة مشكين شهر، إيران. عدد سكان هذه القرية هو 1,489 في سنة 2006.